# Ngày Quốc tế người thuận tay trái
Ngày Quốc tế người thuận tay trái là một trong những ngày Quốc tế được tổ chức hàng năm vào ngày 13 tháng 8 để tôn vinh sự độc đáo và khác biệt của những người thuận tay trái. Sự kiện được tổ chức lần đầu tiên vào năm 1976 bởi Dean R. Campbell, là người thành lập của Lefthanders International, Inc.
Ngày Quốc tế người thuận tay trái được tạo ra để ca ngợi sự độc đáo và nâng cao sự hiểu biết về lợi ích và bất lợi của người thuận tay trái, trái ngược lại với thế giới của người thuận tay phải. Sự kiện để tôn vinh sự độc đáo và khác biệt của một tập hợp riêng biệt chiếm 7-10 % dân số thế giới. Sự kiện cũng nâng cao ý thức của dân chúng về các vấn đề liên quan tới thuận tay trái, và nó cũng là ngày quan trọng cho những đứa trẻ thuận tay trái, và cơ hội cho những người tay trái phát triển Tâm thần phân liệt. Trên thế giới có xấp xỉ 708 triệu người thuận tay trái. Nam có xu hướng thuận tay trái nhiều hơn nữ.